# Plešivec (Słowenia)
Plešivec – wieś w Słowenii, w gminie miejskiej Velenje. W 2018 roku liczyła 416 mieszkańców. 